# Lutte aux Jeux du Commonwealth de 2014
Navigation
Delhi 2010 Édition suivante
Les compétitions de Lutte aux Jeux du Commonwealth 2014 se déroulent du 29 au 31 juillet au Scottish Exhibition and Conference Centre de Glasgow (Écosse) au Royaume-Uni. 

## Résultats

### Lutte libreHommes
| Épreuves | Or               | Argent             | Bronze                            |
| -------- | ---------------- | ------------------ | --------------------------------- |
| 57 kg    | Amit Amit Kumar  | Ebikweminmo Welson | Azhar Hussain Craig Pilling       |
| 61 kg    | David Tremblay   | Bajrang Kumar      | Viorel Etko Amas Daniel           |
| 65 kg    | Yogeshwar Dutt   | Jevon Balfour      | Sampson Clarkson Alex Gladkov     |
| 74 kg    | Sushil Kumar     | Qamar Abbas        | Mike Grundy Melvin Bibo           |
| 86 kg    | Tamerlan Tagziev | Andrew Dick        | Armando Hietbrink Pawan Kumar     |
| 97 kg    | Arjun Gill       | Satywart Kadian    | Sam Belkin Leon Rattigan          |
| 125 kg   | Korey Jarvis     | Rajeev Tomar       | - Chinu Singh (en) Sinivie Boltic |

### Lutte libreFemmes
| Épreuves | Or                 | Argent             | Bronze                                    |
| -------- | ------------------ | ------------------ | ----------------------------------------- |
| 48 kg    | Vinesh Phogat      | Yana Rattigan      | Jasmine Mian Rebecca Muambo               |
| 53 kg    | Odunayo Adekuoroye | Lalita             | Jill Gallays Mpho Madi                    |
| 55 kg    | Babita Kumari      | Brittanee Laverdur | Ifeoma Nwoye Louisa Porogovska            |
| 58 kg    | Aminat Adeniyi     | Sakshi Malik       | Braxton Stone Tayla Ford                  |
| 63 kg    | Danielle Lappage   | Geetika Jakhar     | Blessing Oborududu Blandine Metala Epanga |
| 69 kg    | Dorothy Yeats      | Angele Tomo        | Navjot Kaur Hannah Rueben                 |
| 75 kg    | Erica Wiebe        | Annabelle Ali      | Blessing Onyebuchi                        |

## Tableau des médailles
| Rang  | Nation           | Or | Argent | Bronze | Total |
| ----- | ---------------- | -- | ------ | ------ | ----- |
| 1     | Canada           | 7  | 2      | 3      | 12    |
| 2     | Inde             | 5  | 6      | 2      | 13    |
| 3     | Nigeria          | 2  | 2      | 8      | 12    |
| 4     | Cameroun         | 0  | 2      | 2      | 4     |
| 5     | Angleterre       | 0  | 1      | 4      | 5     |
| 6     | Pakistan         | 0  | 1      | 1      | 2     |
| 7     | Pays de Galles   | 0  | 0      | 2      | 2     |
| 7     | Afrique du Sud   | 0  | 0      | 2      | 2     |
| 7     | Écosse           | 0  | 0      | 2      | 2     |
| 7     | Nouvelle-Zélande | 0  | 0      | 2      | 2     |
| Total | Total            | 14 | 14     | 27     | 55    |